# Orientidia
Orientidia Lelej, 1996 — род ос-немок из подсемейства Mutillinae.

## Описание
Китай (Shanghai, Jiangsu, Fujian). У самцов 13-члениковые усики, у самок — 12-члениковые. Тело в густых волосках. Самка осы пробирается в чужое гнездо и откладывает яйца на личинок хозяина, которыми кормятся их собственные личинки.

## Систематика
Первоначально был выделен гименоптерологом А.С.Лелеем на основе вида из рода Smicromyrme. Относится к трибе Petersenidiini Lelej, 1996.
- Orientidia obscurilamina (Chen, 1957) (=Smicromyrme obscurilamina)